# Un fratello a 4 zampe
Un fratello a 4 zampe (Mein Bruder ist ein Hund) è un film del 2004 diretto da Peter Timm.

## Trama
È il giorno del compleanno di Marietta: la bambina desiderava da tempo un cane, mentre invece quel giorno riceve solo un peluche raffigurante un cane e una pietra con una lettera in allegato.
Intanto i genitori vanno in vacanza da soli e ad accudire i fratellini viene la nonna Gerda. Marietta si nasconde in una stanza e inizia a leggere la lettera, scoprendo che la pietra è dotata di poteri magici, in grado di realizzare un desiderio.
Il giorno dopo la bambina trova un cane, un cucciolo di razza schnauzer, a cui ci si affeziona molto, perché è ciò che desiderava. Nel contempo però il fratellino Tobias scompare e successivamente Marietta sospetta che la pietra lo abbia trasformato nel cane, in quanto si comporta come il fratello e ha gli stessi gusti. L'animale appare carino e affettuoso agli occhi di un produttore televisivo, tant'è che partecipa ad alcune pubblicità e diverse apparizioni. Marietta prova a invertire l'incantesimo, ma senza successo, scoprendo successivamente che la pietra esaudisce i desideri nel profondo del cuore e la bambina in realtà non era intenzionata a ritrasformare il cane, così pian piano cerca di preoccuparsi del fratello che una notte riassume le sembianze umane. Tobias desidera diventare un attore, confidandosi con la sorella, e perciò usa la pietra per ridiventare cane.
La mattina dopo Marietta si sveglia e ritrova nuovamente il cane che ha fatto sparire la pietra, impedendole di ritrasformarlo in suo fratello e quando riferisce ai genitori, in quel momento rientrati dalla vacanza, dell'accaduto e della presunta trasformazione, non viene creduta. Dopo aver ritrovato il cane e la pietra, Marietta si risveglia vicino a Tobias, ritornato un essere umano. I genitori in seguito le regalano un altro cane.

## Distribuzione
- 11 novembre 2004 in Germania (Mein Bruder ist ein Hund)
- 18 novembre in Finlandia
- 4 febbraio 2005 in Austria
- 11 marzo in Estonia (Minu vend on koer)
- 17 marzo negli Stati Uniti (My Brother Is a Dog)
- 18 luglio a Hong Kong